# 四川樱桃
四川樱桃（学名：Cerasus szechuanica）为蔷薇科樱属的植物，是中国的特有植物。分布在中国大陆的四川、陕西、湖北、河南等地，生长于海拔1,500米至2,600米的地区，多生长在林中及林缘，目前尚未由人工引种栽培。

## 别名
四川樱（拉汉种子植物名称） 盘腺樱桃（湖北植物志）

## 异名
- Prunus szechuanica (Battall.) Yu et Li